# Бенковски (Софийская область)
Бенковски (болг. Бенковски) — село в Болгарии. Находится в Софийской области, входит в общину Мирково. Население составляет 121 человек (2022).

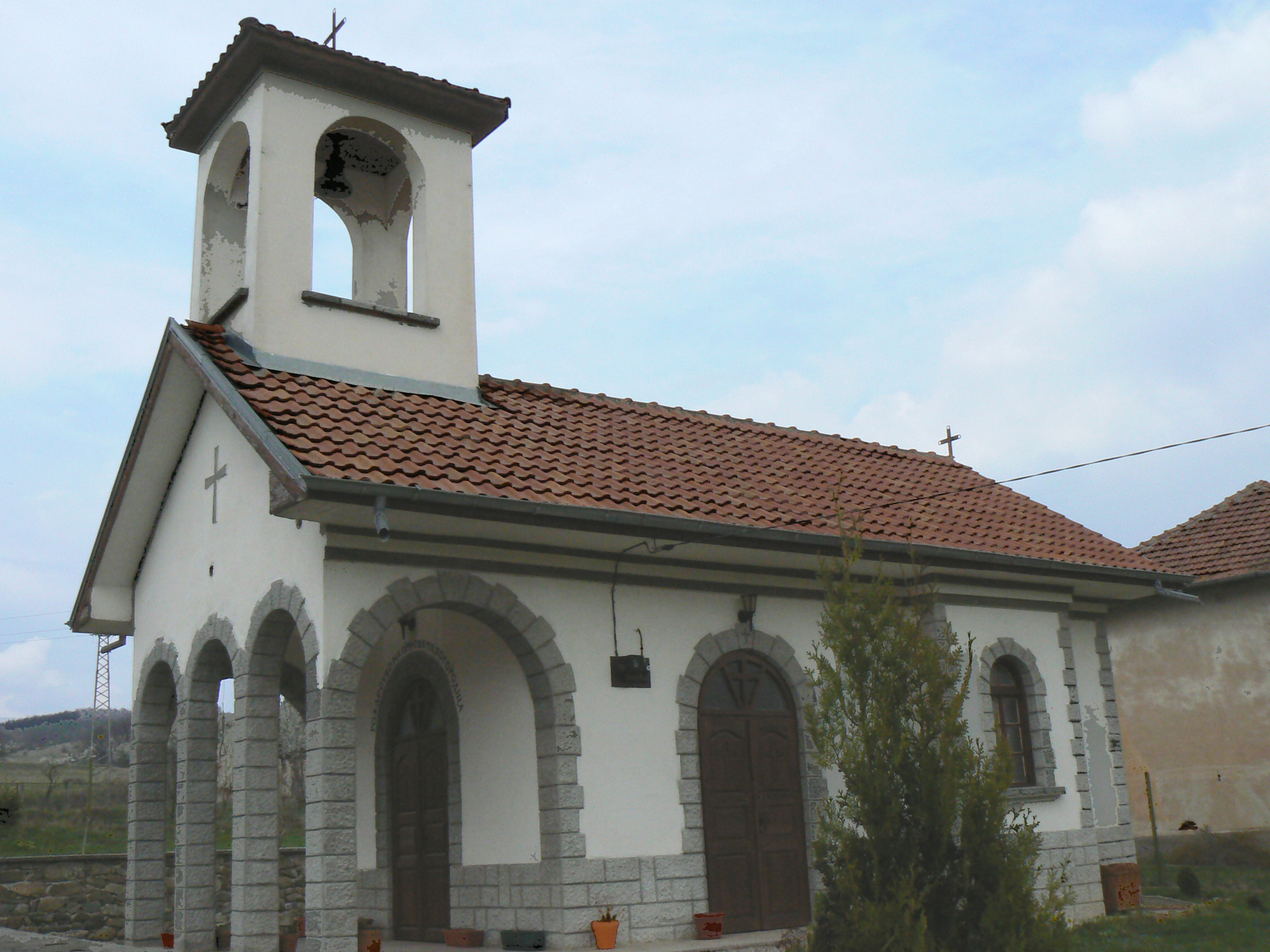

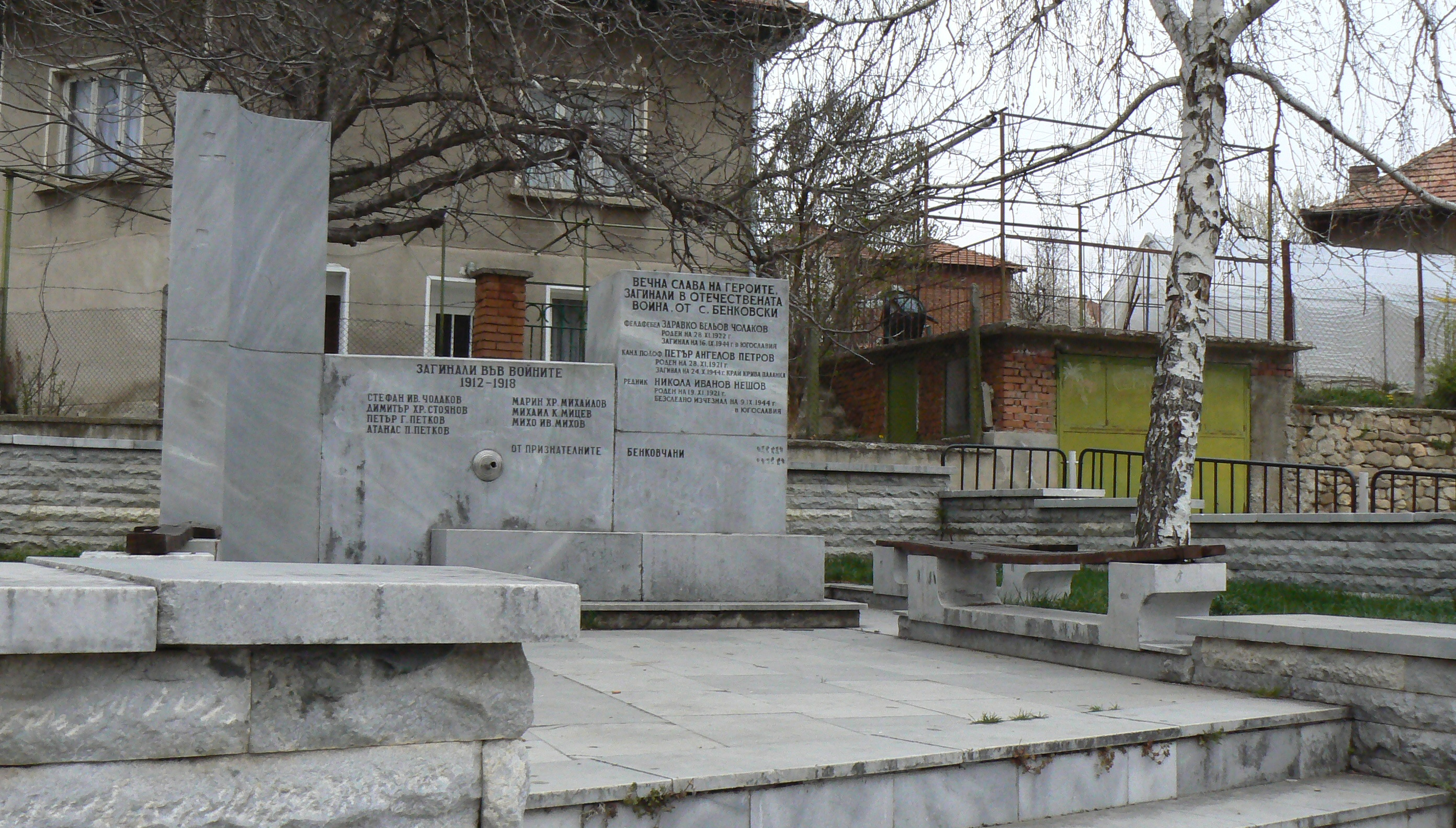

## Политическая ситуация
Бенковски подчиняется непосредственно общине и не имеет своего кмета.
Кмет (мэр) общины Мирково — Цветанка Петкова Йотина (коалиция партий: «Демократы за сильную Болгарию» и «Союз демократических сил») по результатам выборов.

## Достопримечательности, памятные места
Памятник генералу Василию Каталею, погибшему около села 21 декабря 1877 года (Георгий и Стойна Карагериванови). Построен в 1907 году на Смоленской дороге.
Братский курган из 28 солдат Санкт-Петербургского гренадерского полка, погибший 21 декабря 1877 года под Петричем.